# Jaap van der Leck
Jacob (Jaap) van der Leck (Oudshoorn, 10 september 1911 – Tilburg, 18 november 2000) was een Nederlands voetbaltrainer.
Na de hbs behaalde Van der Leck in 1934 zijn diploma aan de Academie voor Lichamelijke Opvoeding in De Haag voor gymleraar. Toen hij daarin echter geen werk kon vinden, werd hij voetbaltrainer.
Van der Leck was trainer bij De Volewijckers, DOS, Sportclub Enschede, Feyenoord (1956-1958), Heracles, Willem II (1963-1971) en DWS. Ook was hij tussen 12 juni 1949 en 30 mei 1954 bondscoach van het Nederlands voetbalelftal. Met Oranje won hij vijf wedstrijden, speelde hij er drie gelijk en verloor hij er 21. Met Nederland was hij actief op de Olympische Zomerspelen 1952.
Van der Leck was een van de drijvende krachten van de Vakbond Voetbal Oefenmeesters Nederland (VVON).
Sjaak Alberts · 
Rinus Bennaars · 
Louis Biesbrouck · 
Mick Clavan · 
Cor van der Gijp ·
Wim Hendriks ·
Aad de Jong ·
Piet Kraak · 
Piet van der Kuil · 
Wim Landman ·
Noud van Melis ·
Jo Mommers · 
Joop Odenthal · 
Jan van Roessel · 
Jan van Schijndel ·
Rinus Terlouw · 
Cock van der Tuijn ·
Bram Wiertz ·
Coach: Jaap van der Leck